# Oropetium
Oropetium és un gènere de plantes de la subfamília de les cloridòidies, família de les poàcies. És originari de l'Àfrica tropical.
Alguns autors ho inclouen en el gènere Tripogon. El gènere va ser descrit per Carl Bernhard von Trinius i publicat a  Fundamenta Agrostographiae 98, pl. 3. 1820.

## Taxonomia
| - Oropetium africanum - Oropetium aristatum - Oropetium capense - Oropetium ennedicum - Oropetium erythraeum | - Oropetium hesperidum - Oropetium lepturoides - Oropetium majusculum - Oropetium minimum | - Oropetium roxburghianum - Oropetium thomaeum - Oropetium tibesticum - Oropetium villosulum |